# Velataspis dentata
Velataspis dentata är en insektsart som först beskrevs av Hoke 1921.  Velataspis dentata ingår i släktet Velataspis och familjen pansarsköldlöss. Inga underarter finns listade i Catalogue of Life.